# João Ferreira (político brasileiro)
João Ferreira (Gália, 02 de novembro de 1929 – Bauru, 17 de dezembro de 1988) foi um empresário, comerciante e político brasileiro. Pelo Município de Gália, foi Prefeito por um mandato (entre 1960 e 1963) e vereador por três mandatos (1956-1959, 1964-1969 e 1969-1973), tendo também ocupado a cadeira de líder máximo do legislativo municipal galiense, a Presidência da Câmara de Gália.

## Biografia
De ascendência portuguesa e italiana, João Ferreira nasceu em Gália, no Sítio Córrego Azul, em 02 de novembro de 1929, filho de Manoel Ferreira e Maria Rando Ferreira.
Foi batizado em 23 de agosto de 1930, na Paróquia São José de Gália. Batizado pelo Padre Celso Diogo Ferreira, foram padrinhos o Sr. Domingos Rando e a Sra. Anna Bardelli, seus avós maternos.
Fez estudos no Grupo Escolar de Gália (atualmente EMEF Cel. Galdino Manoel Ribeiro) e no Colégio São Bento de Araraquara.
Em 16 de dezembro de 1951, na Paróquia São José de Gália, em cerimônia presidida pelo Padre Caetano Küster Pisani, casou-se com Ayda Baganha Ferreira, com quem teve seis filhos: Manoel, Graciema, Ayda, Maria Angela, Cristina e Angélica.
Em 27 de julho de 1981, na cidade de São Paulo, casou-se com Maria Stela Barros Misiara Ferreira, com quem teve um filho: Carlos Alberto.
João Ferreira foi, em Gália:
·      Prefeito (um mandato);
·      Vereador (3 mandatos);
·      Presidente da Câmara;
·      Diretor da Irmandade Beneficente São Vicente de Paula;
·      Diretor do Clube Recreativo;
·      Sócio-fundador do Rotary Club local;
·      Presidente-mantenedor da Creche Ayda Baganha Ferreira;
·      Presidente do Gália Esporte Clube (1966).

## Carreira Política
Iniciou-se nas lides político-partidárias aos 25 anos, elegendo-se, em 1955, para o cargo de vereador, em 1959, para o cargo de prefeito e em 1963 e 1968, foi reeleito para a vereança na edilidade galiense.
Sua carreira política é um testemunho inequívoco do prestígio que desfrutava em sua terra, prestígio esse que resulta da enorme bagagem de realizações que promoveu como prefeito e vereador e da sua sensibilidade humana face aos menos favorecidos pela sorte, procurando minorar os seus problemas através de medidas objetivas dentro daquele sábio princípio da filosofia chinesa de que "não se deve dar um peixe ao faminto, mas ensiná-lo a pescar".
Em 1955, pelo PSP, foi eleito pela primeira vez para a vereança, tendo recebido 187 votos, sendo o candidato mais votado naquelas eleições. Cumpriu o mandato em sua totalidade, de 1956 à 1959.
Em 1959, pelo PSP, foi eleito pela primeira e única vez para o cargo de Prefeito, tendo recebido 1.028 votos. Cumpriu o mandato em sua totalidade, de 1960 à 1963.
Em 1963, pelo PSP, foi eleito pela segunda vez para a vereança, tendo recebido 136 votos, sendo o candidato mais votado naquelas eleições. Cumpriu o mandato em sua totalidade, de 1964 à 1969.
Em 1968, pela ARENA, foi eleito pela terceira vez para a vereança, tendo recebido 533 votos, sendo o candidato mais votado naquelas eleições. Cumpriu o mandato em sua totalidade, de 1969 à 1973.

## Principais realizações como Prefeito
·       Obras de captação de esgoto de toda a área urbana da cidade de Gália;
·       Criou a Estação Experimental de Sericicultura;
·       Recebeu a doação dos terrenos dos atuais Postos de Saúde I e II;
·       Lei nº 0246/1960 – Construiu o Matadouro Municipal;
·       Lei nº 0244/1960 – Criou o Recanto Infantil Municipal “Professora Matilde Ferreira”;
·       Lei nº 0241/1960 – Construiu a Casa da Lavoura;
·       Lei nº 0277/1961 – Criou o Serviço de Abastecimento de Água e Esgoto;
·       Lei nº 0279/1961 – Fundou a Escola Técnica de Comércio Municipal;
·       Lei nº 0319/1963 – Criou a Galeria de Prefeitos do Município de Gália.
Por sua atuação como prefeito, no período de 1960 a 1963, recebeu a Medalha de Honra ao Mérito como o melhor Prefeito do ano, que lhe foi conferida pela Associação dos Prefeitos do Estado de São Paulo.

## Desempenho eleitoral
| Desempenho eleitoral de João Ferreira |                   |       |         |           |       |
| Ano                                   | Cargo             | Votos | Partido | Resultado | Ref.  |
| 1955                                  | Vereador de Gália | 187   | PSP     | Eleito    | [ 3 ] |
| 1959                                  | Prefeito de Gália | 1.028 | PSP     | Eleito    | [ 4 ] |
| 1963                                  | Vereador de Gália | 136   | PSP     | Eleito    | [ 5 ] |
| 1968                                  | Vereador de Gália | 533   | ARENA   | Eleito    | [ 6 ] |

## Família de políticos
Parentes próximos seus seguiram também carreira política.
Seu filho, Carlos Alberto Misiara Ferreira, foi Vereador de Gália por quatro mandatos, elegendo-se em 2000, pelo PRP, com 171 votos, em 2004, pelo PSDB, com 167 votos, em 2008, pelo PDT, com 154 votos, e em 2012, também pelo PDT, com 201 votos. Também foi Secretário Municipal de Governo de Gália entre 2017 e 2021, data de seu falecimento.
Seu irmão, Oswaldo Ferreira, foi Prefeito de Gália entre 1969 e 1973, sendo eleito pela ARENA, com 1.688 votos, e Vereador de Gália por dois mandatos, elegendo-se em 1959 e em 1963, provavelmente em ambos os mandatos pelo PSP.
Seu concunhado, Custódio de Araújo Ribeiro, foi Prefeito de Gália entre 1948 e 1951 e entre 1956 e 1959, sendo eleito com 945 votos, e Vereador de Gália por dois mandatos, elegendo-se em 1929 e em 1951.

## Morte
João Ferreira faleceu no dia 17 de dezembro de 1988, aos 59 anos de idade, em decorrência de um câncer no intestino grosso. Ele estava internado no Hospital da Sociedade Beneficência Portuguesa de Bauru.

## Homenagens
Desde 28 de novembro de 2007, conforme a Lei Municipal nº 1.883/2007, seu nome figura homenageado na Avenida João Ferreira (antiga Avenida Paulista), em Gália.
Desde 14 de junho de 1994, conforme a Lei Municipal nº 1.351/1994, seu nome figura homenageado na Travessa João Ferreira, em Gália.
Em 18 de setembro de 1965, na Assembleia Legislativa do Estado de São Paulo (ALESP), através do Projeto de Lei nº 1.198/1965, do Deputado Estadual Manoel Joaquim Fernandes, houve uma tentativa de homenageá-lo com a denominação do Campo Experimental de Sericicultura de Gália, tendo parecer favorável da Comissão de Constituição e Justiça (Parecer nº 3.335/1965) em 10 de novembro de 1965.